# Baron Chorley

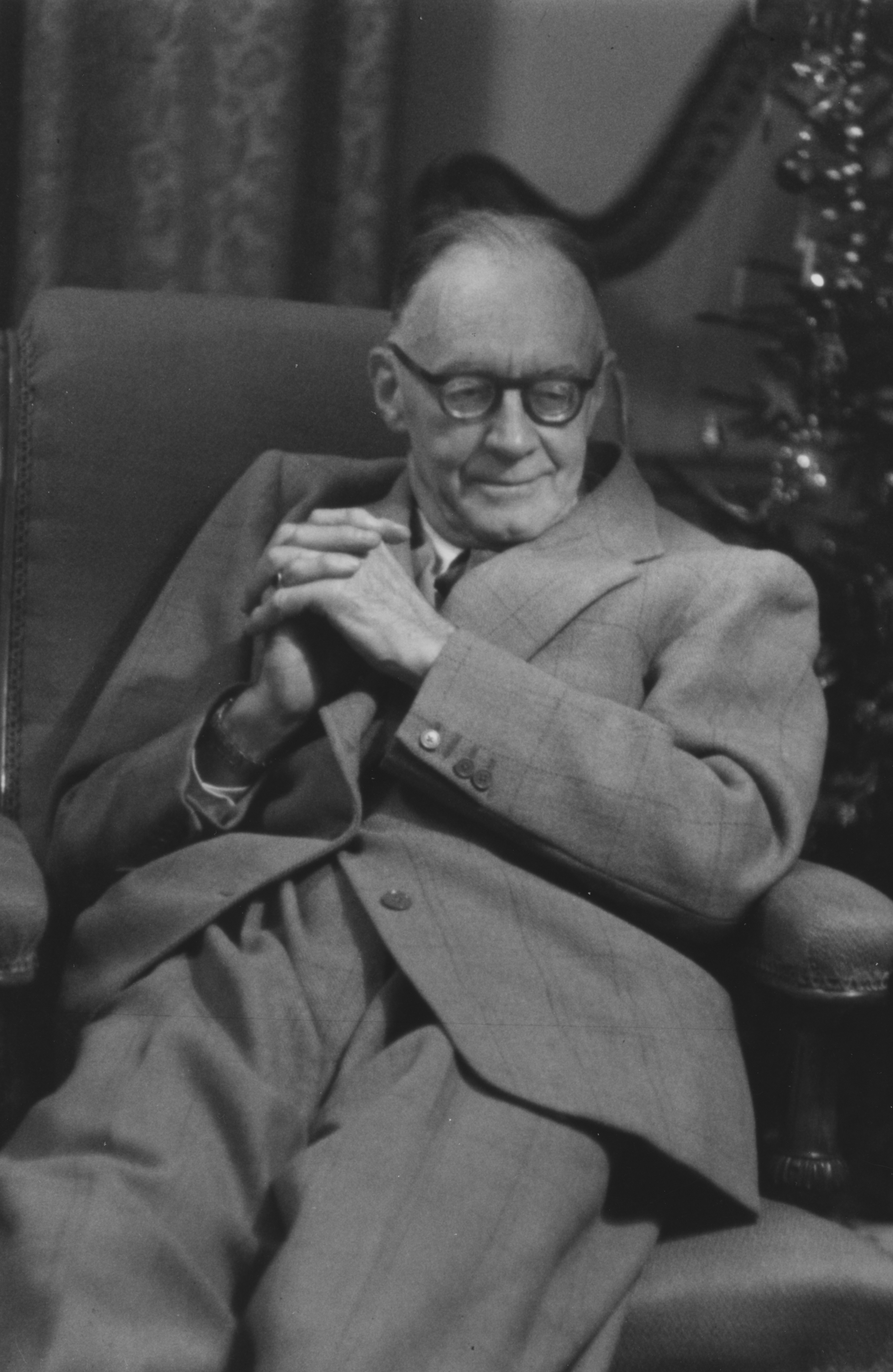
Theodore Chorley, 1. Baron Chorley

Baron Chorley, of Kendal in the County of Westmorland, ist ein erblicher britischer Adelstitel in der Peerage of the United Kingdom.

## Verleihung
Der Titel wurde am 16. November 1945 für den Labour-Politiker Robert Chorley geschaffen. Dieser war ein bedeutender Jura-Professor in der Zeit vor dem Zweiten Weltkrieg. Während des Krieges war er als Beamter in verschiedenen hochrangigen Positionen tätig.

## Liste der Barone Chorley (1945)
- Robert Samuel Theodore Chorley, 1. Baron Chorley (1895–1978)
- Roger Richard Edward Chorley, 2. Baron Chorley (1930–2016)
- Nicholas Rupert Debenham Chorley, 3. Baron Chorley (* 1966)

Titelerbe (Heir Apparent) ist der Sohn des jetzigen Barons, Hon. Patrick Chorley (* 2000).